# Кјаса-Трегоцано (Арецо)
Кјаса-Трегоцано је насеље у Италији у округу Арецо, региону Тоскана.
Према процени из 2011. у насељу је живело 1767 становника. Насеље се налази на надморској висини од 288 м.